# Who Named It?
Who Named It? (в честь кого это названо) — англоязычный библиографический словарь медицинских эпонимов.
Утверждается, что это «наиболее полный словарь медицинских эпонимов в мире».
Несмотря на то, что декларируемый формат является словарным, в нём широко представлены обширные статьи с подробной библиографией.
Проект создан в 1994 году, находится в Норвегии и поддерживается историком медицины Оле Дэниел Энерсен.